# Чёдино
Чёдино (чув. Чучукасси) — деревня, существовавшая в Мариинско-Посадском районе Чувашской АССР, исключена из списка населённых мест 30 декабря 1976 года.

## История
Родное село Чёдино в начале 1960-х по решению партийных инстанций сравняли с землёй, его территорию в пригороде Чебоксар поглотил гигантский комбинат по производству химического оружия «Химпром». Промышленный монстр наложил мрачный отпечаток на детское сознание Николая и гнетущим воспоминанием прошёл через всю его жизнь— Президент с улицы Водопроводной
В настоящее время территория бывшей деревни входит в черту города Новочебоксарск (улица Чёдинская).

11 августа 1965 года Президиум Верховного Совета ЧАССР принял постановление «Об образовании в Чувашской АССР города Новочебоксарска», которым упразднил Банновский сельсовет города Чебоксары, передав (в числе прочих) населенный пункт Чёдино в административное подчинение Новочебоксарского горсовета.

## Название
Краевед И. С. Дубанов, ссылаясь на работу Павлова Л. П. и Станьяла В. П. «Сторона моя чебоксарская», пишет:

По преданию, неутомимый труженик Чеди, побродив по хозяйственным надобностям в дубовых рощах, полюбил эти места с лесами да речками, Большим Цивилём и широкими лугами, решил не вернуться на старое место. В 1781 г. поставил добротный дом. Затем и другие стали строить себе дома вблизи Цивиля-реки, так и появилась деревня Чудикасы.— Географические названия Чувашской Республики
.

### Прежние названия и административное подчинение
Чудокасы, 1826—1840 гг.; Чуди касы (Мал. Панова), 1894; Чедина (Чеди-касы) (Алым-Касинская волость), 1907; Чодино-Тенекасы; Чедино, деревня в составе Мариинско-Посадского района, на 1 января 1958 г.

## Население
Согласно переписи населения Российской империи 1897 года в деревне Чедина (Чеди Касы) Алым-касинской волости Чебоксарского уезда проживало 203 человека обоего пола, чуваши.

К 1907 году в деревне Чедина (Чеди-касы) Алым-Касинской волости насчитывалось 236 душ чуваш «обоего пола».

## Религия
Согласно архивным сведениям жители деревни являлись прихожанами Николаевской церкви села Яндашево (Никольское; вошло, как и Чёдино, в состав Новочебоксарска). 

В Чёдине была построена деревянная часовня (не сохранилась).

## Память
- Улица Чединская в черте современного Новочебоксарска[15].
- Обелиск воинам, погибшим в Великой Отечественной войне 1941—1945 гг., из деревни Чёдино Чувашской АССР[16].
- «Фонтан памяти» в честь 13 деревень, вошедших в состав Новочебоксарска, расположен у входа в храм равноапостольного князя Владимира на Соборной площади Новочебоксарска. На гранях фонтана — названия 13 деревень, на месте которых основан современный Новочебоксарск: Анаткасы, Арманкасы, Банново, Ельниково-Изеево, Ельниково-Тохтарово, Иваново, Ольдеево, Пустынкасы, Тенеккасы, Тоскинеево, Цыганкасы, Чёдино, Яндашево. Памятник воздвигнут по инициативе президента Чувашии Николая Федорова, уроженца д. Чёдино. Автор проекта — архитектор Н. Рожкова. Открытие состоялось 31 октября 2003 года[17].

## Уроженцы
- Николаев, Яков Николаевич (1911—1943) — легендарный «Чуваш», участник движения Сопротивления на территории Польши[1][18].
- Трофимов Алексей Трофимович — лесовод, директор Мариинско-Посадского лесотехнического техникума в 1949—1978 гг., Заслуженный учитель Чувашской АССР[19].
- Ундерова, Роза Георгиевна — спортсменка, мастер спорта СССР по лыжному спорту (1981) и мастер спорта СССР международного класса (1982) по лёгкой атлетике[20].
- Фёдоров Николай Васильевич — Первый президент Чувашской Республики (с 1994 по 2010 г.).

## В фольклоре
- Известна народная свадебная песня «Ой милăй Чутикас»[22] (Ой, милый Чудигас), которую услышал на свадьбе в Чёдине народный певец Гаврил Фёдоров[23][24]. Песню, в которой упоминается деревня, включил в свой репертуар и популяризировал исполнитель Владимир Чекушкин[25][26].